# Центр льодовикового періоду
Центр льодовикового періоду (ест. Jääaja Keskus) — музей, присвячений вивченню льодовикових періодів, розташований у селі Ексі, повіт Тарту, Естонія.
Музей популяризує знання про походження та динаміку різних льодовикових періодів, включаючи їхній вплив на ландшафт, життя тварин і людей, з особливим акцентом на вплив останнього льодовикового періоду на сучасну Естонію. У 2012 році центр отримав нагороду як найкращий новий туристичний об'єкт в Естонії.

## Про Центр

### Місцезнаходження
Центр знаходиться в селі Ексі, на березі озера Саад'ярв, в Тартуському повіті, за дві години їзди від Таллінна, столиці Естонії. На території є озеро, невеликий зоопарк і парк розваг, розташований неподалік. Поруч з Центром льодовикового періоду розташоване одне з «жовтих вікон» National Geographic, що підкреслює важливість цього регіону для туристів, які відкривають для себе Південну Естонію. Місцевість відома льодовиковим періодом та естонськими легендами про Калевіпоег.

### Виставки
Центр льодовикового періоду — це інтерактивна виставка, що займає три поверхи освітніх розваг. В основному вона орієнтована на дітей, але є заходи для відвідувачів різного віку.
На першому поверсі відвідувачі дізнаються про льодовикові періоди та тварин, які тоді жили, зокрема шерстистого мамонта. Увійшовши до виставкової зали, відвідувач спочатку бачить мамонта льодовикового періоду. Навколо мамонтів — діорама, шматочок природи, в якій вони колись жили. Така спільнота утворилася в Естонії після танення льодовиків. Тут відвідувачі можуть познайомитися з доісторичними тваринами в натуральну величину і на власному досвіді побачити, як розвивалася світова й естонська природа протягом тисячоліть. Тут відвідувачі можуть познайомитися з доісторичними тваринами в натуральну величину і на власному досвіді побачити, як розвивалася світова й естонська природа протягом тисячоліть.
На другому поверсі досліджується вплив льодовикових періодів на естонські ландшафти, в тому числі їхні сліди у народних казках. Тут відвідувач познайомиться з історією естонської природи та людського поселення після останнього льодовикового періоду. Центральне місце в цій післяльодовиковій історії природи займають наукові розповіді вчених, чиї «розповіді» допомагають відвідувачу прочитати та зрозуміти знаки в природних ландшафтах і культурі спадщини.
Гіпотези третього поверху про майбутнє — чи буде ще один льодовиковий період? Чи люди сприяють цьому через вплив зміни клімату? Яким є екологічний слід кожного з нас? Також на відвідувачів чекає зустріч з білим ведмедем Францом у натуральну величину..

### Освітні програми
Екологічні навчальні програми пропонуються від груп дитячого садка до випускників середніх шкіл. Для надання відвідувачам безпосереднього досвіду проводяться обстеження Саадьярв (влітку на плоту, взимку на льоду), ловля та ідентифікація безхребетних, а також багато інших цікавих та пізнавальних заходів як на відкритому повітрі, так і в приміщенні.
Навчальні програми для дитячого садка та першого класу школи зосереджені на грі. Наприклад:
- знайомство з формами рельєфу («Як бігли сани?»),
- поспостерігати за пристосуванням тварин до погоди,
- познайомитися з трьома станами води, тваринами та місцями їхнього проживання,
- познайомитися з тваринами, які жили в льодовиковий період, порівняти їх із сучасними тваринами («Чи є мамонт пухнастим слоном?»).

Для старших учнів основна увага приділяється активному навчанню, яке охоплює такі теми:
- «Льодовиковий період — невіддільна частина розвитку Землі» (утворення льодовика, історія освоєння суші, біота льодовикового періоду та життя людини),
- «Історія природи Естонії — розвиток біоти після льодовикового періоду» (зміна клімату, кліматичні періоди),
- «Спадщина льодовиків на поверхні Естонії» (провідні валуни, форми рельєфу),
- «Природа та людина після льодовикового періоду в Естонії» (зміни клімату в регіонах і природі Естонії, адаптація організмів, формування людських поселень),
- «Ти знаєш Вооремаа ?» (рельєф, навколишнє середовище, одна з найбільш репрезентативних мереж у Європі, позиціювання).

### Інші види діяльності
Центр також пропонує прогулянки на плотах по озеру Саад'ярв. Плотом керують гіди, які розповідають історії про природу озера Саад'ярв, утворення Вооремаа та про великі подвиги національного героя Калевіпоега.
Використовуючи окуляри віртуальної реальності, відвідувачі можуть зануритися в «містичне первісне море» сотні мільйонів років тому та відчути життя, яке колись населяло території Естонії, наприклад, гігантських рептилій, сильних трилобітів, гігантських хижаків, морських скорпіонів і наутилоїди.
Також є пізнавальна різдвяна програма про життя тварин взимку і, звичайно ж, Дід Мороз. Інші спеціальні заходи (конференції, дні народження) можуть бути організовані за домовленістю.

## Історія
У 2004 році виникла ідея створити в муніципалітеті Тарту біля Саад'ярва візит-центр, який би приваблював відвідувачів до цього району, а також був би провайдером природничої освіти. Ідея належала Саад'ярвській природничій школі та її тодішній директорці Асти Туусті. «Виставка представляє льодовикові періоди в контексті світової історії, спадщину льодовиків у наших ландшафтах і дикій природі, а також представляє майбутні перспективи в контексті зміни клімату», — пояснила Туусті. «Ексі — дуже вдале місце для центру льодовикового періоду. Навколишній ландшафт з його колами, озерами та скелями є спадщиною льодовикових періодів». Сільська громада і мер Тарту Айвар Сооп підтримали концепцію, і за співпраці громади була створена експозиція, яка представляє льодовикові періоди в контексті світової історії, льодовикову спадщину в естонських ландшафтах і дикій природі, а також майбутні перспективи в контексті змінити клімату. «Це унікально, що один орган місцевого самоврядування бере на себе зобов'язання створити такий великий і особливий центр природничої освіти», — сказала Туусті. Весь регіон отримує користь від тисяч туристів, які відвідують Центр щороку. Центр коштував близько 4 мільйонів євро, частина з яких — грант Європейського фонду регіонального розвитку.